# Oblast Novosibirsk

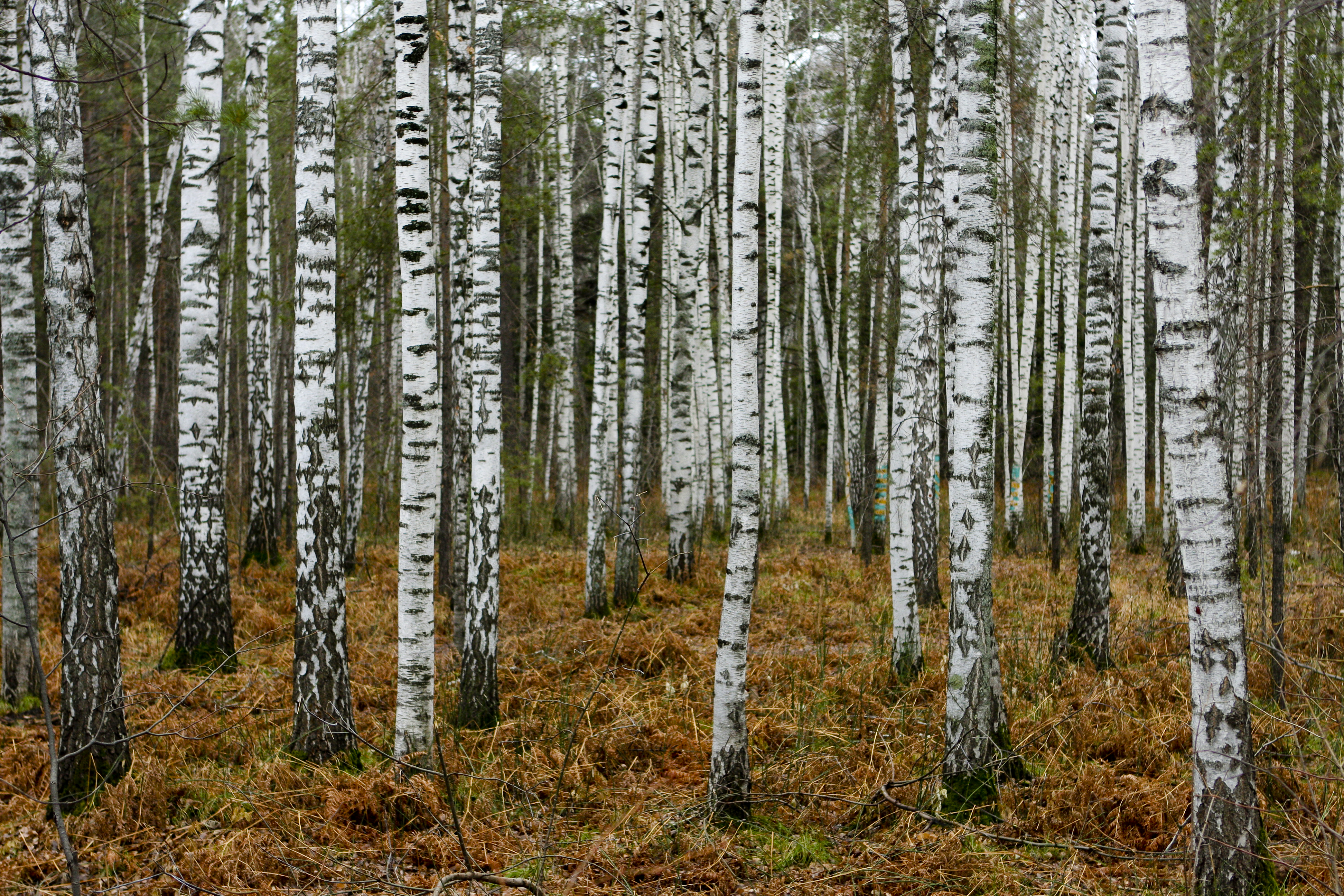
Berkenbos bij Novosibirsk

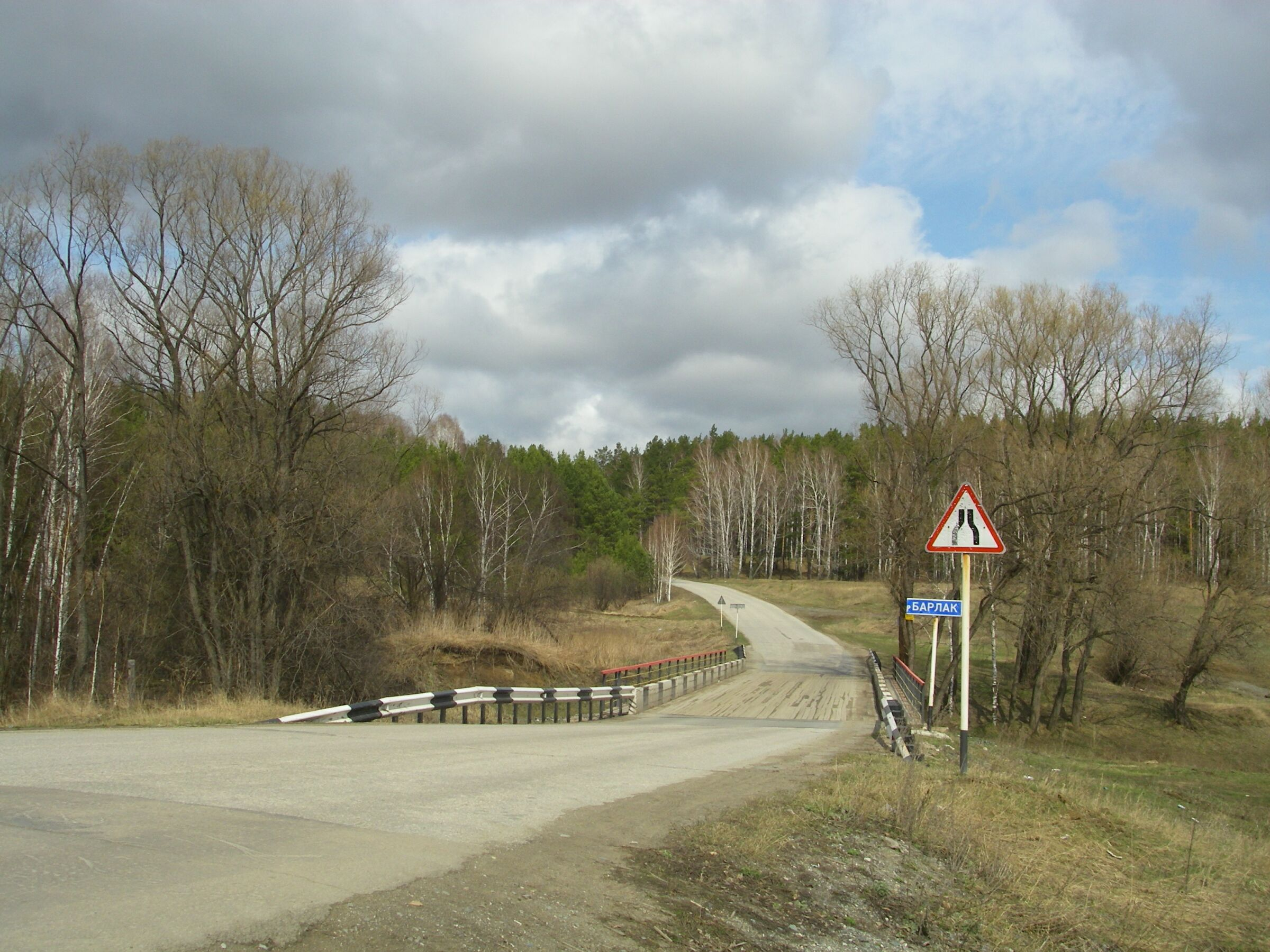
Brug over de Barlak

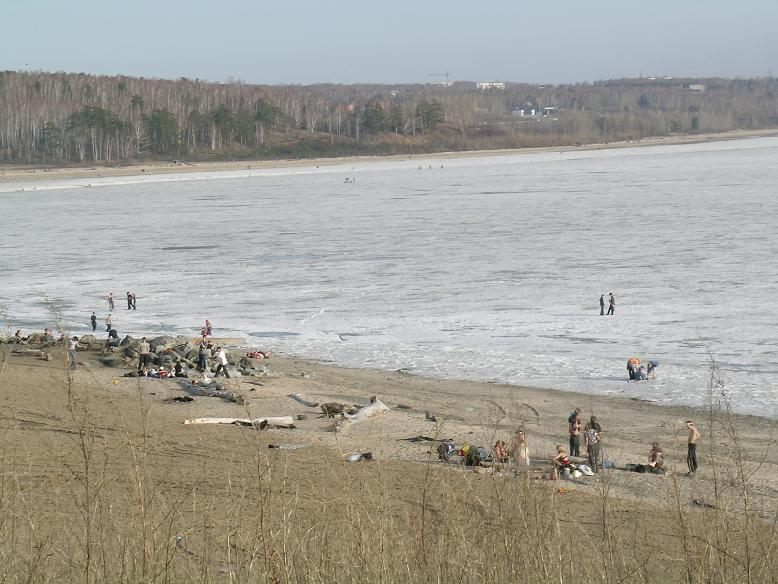
Bevroren stuwmeer van Novosibirsk

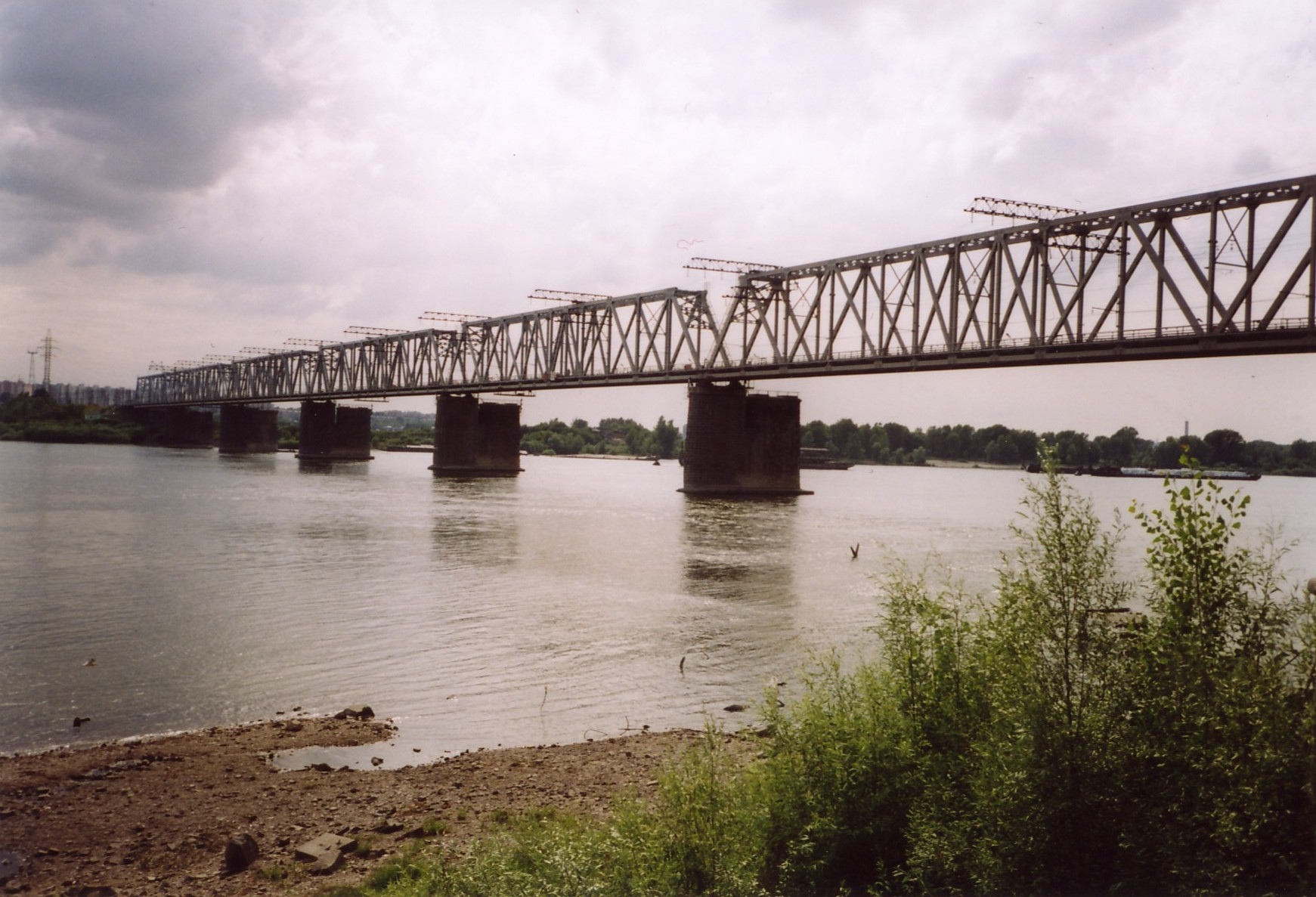
Brug over de Ob

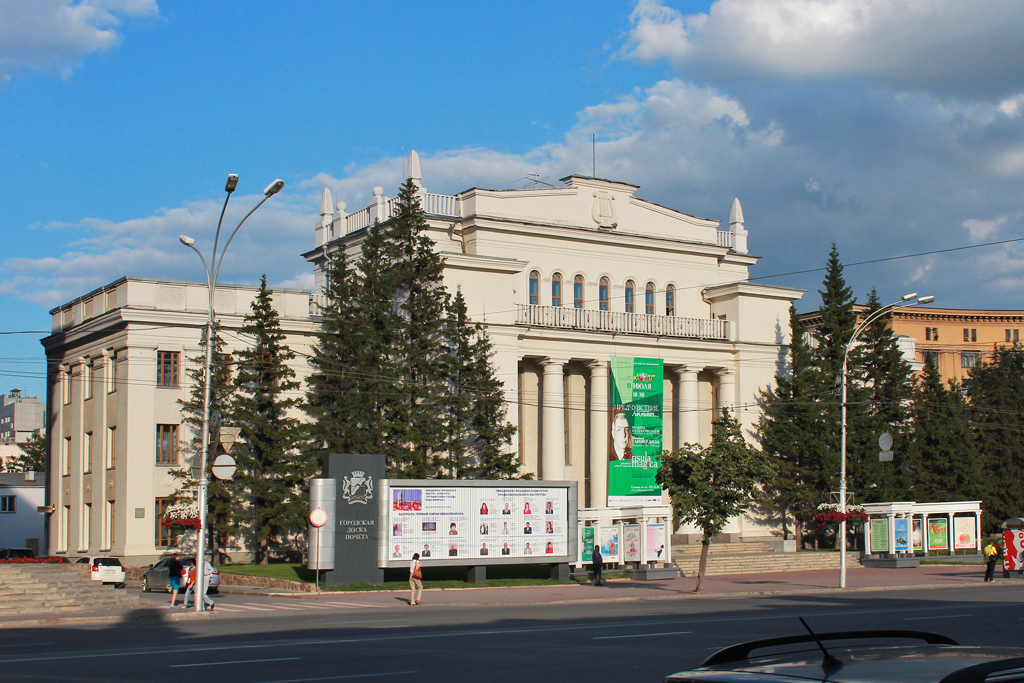
Monumentaal gebouw in Novosibirsk

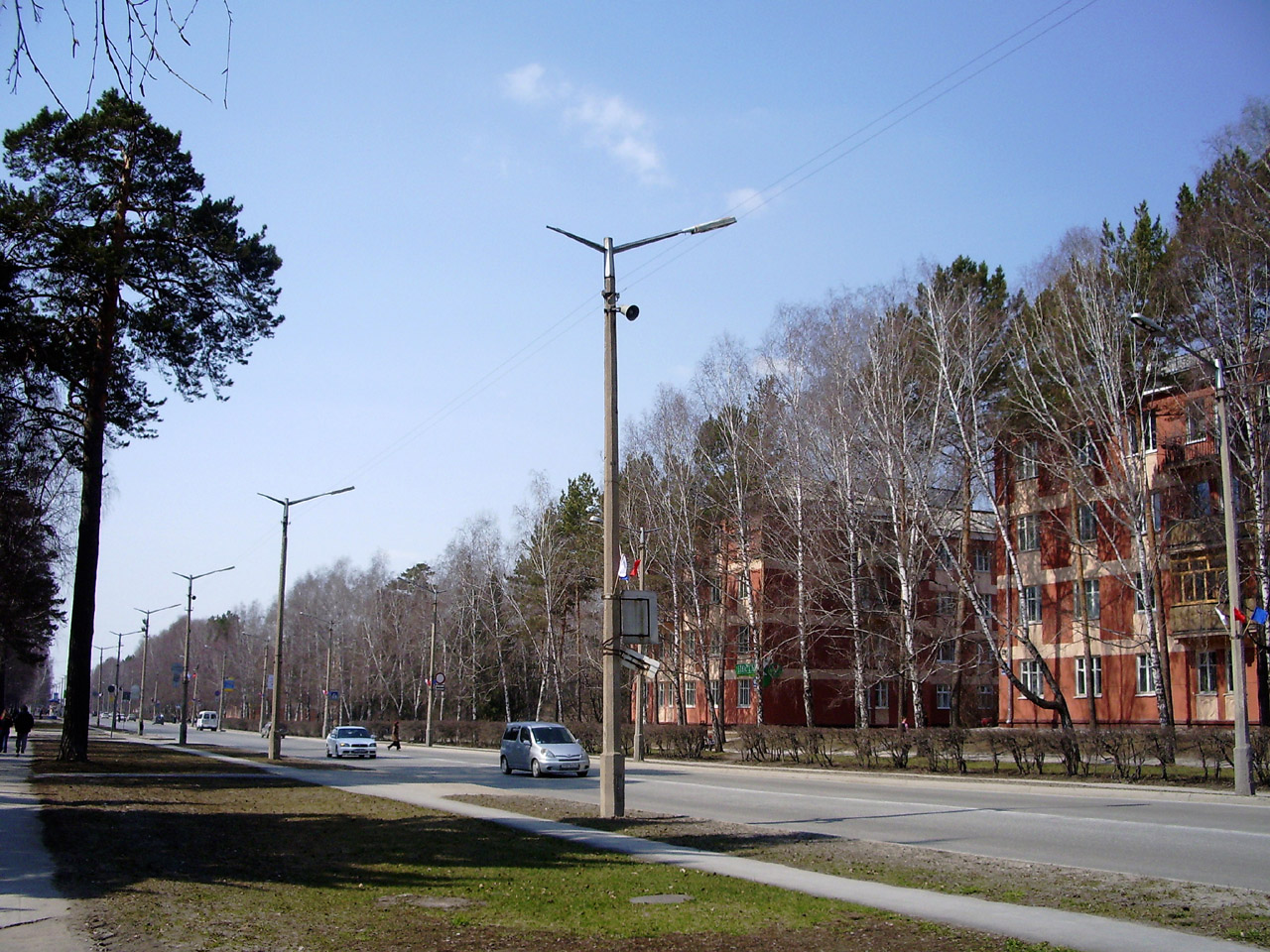
Morskoy Prospekt in de Akademgorodok aldaar

De oblast Novosibirsk (Russisch: Новосибирская область, Novosibirskaja oblast) is een van de 48 oblasten (bestuurlijke eenheden) van Rusland. Het gebied ligt in het zuidoostelijke gedeelte van het West-Siberisch Laagland tussen de rivieren de Ob en de Irtysj. Het gebied grenst aan oblast Omsk (westen), oblast Tomsk (noorden), oblast Kemerovo (oosten), de kraj Altaj (zuiden) en buiten Rusland aan het Kazachse oblısı Pavlodar (zuidwesten). De oblast werd gevormd op 28 september 1938.
De hoofdstad Novosibirsk is tevens het bestuurlijk centrum van het Federaal District Siberië. De afstand tussen Novosibirsk en Moskou is 3191 km en het tijdsverschil is 3 uur. Naast Novosibirsk zijn de grootste steden Berdsk en Koejbysjev.

## Geografie
Het gebied is grotendeels vlak en stijgt alleen in de zuidoostelijke steppes een beetje. De regio spreidt zich uit over een breedte van 642 km van het westen naar het oosten en 444 km van het noorden naar het zuiden. Het noordelijke deel bestaat voornamelijk uit bos. Het gebied is rijk aan meren, waarbij de grootste in het zuiden van de regio liggen. Het grootste meer is het bedreigde Chanymeer. Andere meren zijn het Sartlanmeer en het Oebinskojemeer. In het gebied ontspringt ook een aantal rivieren die naar de Ob stromen en uitkomen in de Obboezem.

### Klimaat
Het gebied heeft een continentaal klimaat. De gemiddelde temperatuur in januari is −24 °C en de gemiddelde temperatuur in juli is +22 °C.

## Economie
De belangrijkste industrie van de oblast is machinebouw en metaalbewerking als elektrotechnische installaties, de productie van gereedschappen en metaalbewerkingsinstallaties. Ferro- en non-ferrometaalbewerking, chemische en voedingsmiddelenindustrie en de productie van bouwmaterialen maken verder deel uit van de industrie.
De landbouw bestaat uit productiegewassen als vlas, graan, aardappelen en groentes. Verder bevinden zich binnen de regio veel melkveehouderijen, pluimveebedrijven en bijenhouders.
In de oblast bevindt zich ook het grootste wetenschappelijk onderzoekscomplex van Rusland.
De economie en de stad begonnen te groeien in de 17e eeuw. Toen de trans-Siberische spoorlijn werd aangelegd begonnen de stad en de regio pas echt sterk te groeien. De regio is goed ontsloten. Naast de spoorlijn zijn er ook luchthavens en goede waterverbindingen in de regio.

## Demografie
De bevolking van het gebied woont voornamelijk in de steden (74%), waarvan meer dan de helft in de hoofdstad Novosibirsk.
De volkstelling van 2002 gaf de volgende aantallen voor de bevolkingsgroepen:
- Russen: 2.504.147
- Duitsers: 47.275
- Oekraïners: 33.793
- Wolga-Tataren: 27.874
- Kazachen: 11.691
- Wit-Russen: 8380
- Armenen: 7850
- Azerbeidzjanen: 7366
- Tsjoevasjen: 4147
- En nog een aantal kleinere groepen volkeren

| 1926      | 1939      | 1959      | 1970      | 1979      | 1989      | 2002      |
| --------- | --------- | --------- | --------- | --------- | --------- | --------- |
| 1.588.000 | 1.863.000 | 2.299.000 | 2.505.000 | 2.618.000 | 2.782.000 | 2.692.300 |

## Bestuurlijke indeling
De oblast bevat 30 gemeentelijke districten:
- Baganski (Баганский)
- Barabinski (Барабинский)
- Bolotninski (Болотнинский)
- Dovolenski (Доволенский)
- Iskitimski (Искитимский)
- Karasukski (Карасукский)
- Kargatski (Каргатский)
- Kotsjenevski (Коченевский)
- Kotsjkovski (Кочковский)
- Kolyvanski (Колыванский)
- Krasnozerski (Краснозерский)
- Koepinski (Купинский)
- Koejbysjevski (Куйбышевский)
- Kysjtovski (Кыштовский)
- Masljaninski (Маслянинский)
- Mosjkovski (Мошковский)
- Novosibirski (Новосибирский)
- Oebinski (Убинский)
- Oest-Tarkski (Усть-Таркский)
- Ordynski (Ордынский)
- Severny (Северный)
- Soezoenski (Сузунский)
- Tatarski (Татарский)
- Tsjanovski (Чановский)
- Tsjerepanovski (Черепановский)
- Tsjistoozjorny (Чистоозёрный)
- Tsjoelymski (Чулымский)
- Togutsjinski (Тогучинский)
- Vengerovski (Венгеровский)
- Zdvinski (Здвинский)